# Sericornis
Sericornis ist eine Gattung kleiner, überwiegend insektenfressender Vögel, die zur zoologischen Familie der Südseegrasmücken (Acanthizidae) gehören.

## Merkmale
Das Gefieder ist nicht oder nur ventral gestrichelt. Ein Überaugenstreif ist vorhanden oder fehlt. Die Handdecken sind einfarbig oder mit weißer Spitze. Die Arten der Gattung haben einen mäßig langen Schwanz. Der Schnabel ist mäßig lang bis lang, schmal und gerade. Die Eier sind cremefarben gelbbraun und sind umber gesprenkelt. Die Sprenkel verdichten sich oft zum dicken Ende hin zu einem oder mehreren verwaschen umberfarbenen Bändern.

## Verbreitung und Lebensraum
Die Arten der Gattung sind in den Regen- und Hartlaubwäldern Neuguineas und Ostaustraliens verbreitet; lediglich S. frontalis bewohnt auch die trockenen Küsten-Dornsteppen Tasmaniens und Südwestaustraliens.

## Arten
- Arfak-Sericornis (Sericornis arfakianus)
- Beccarisericornis (Sericornis beccarii)
- Bergsericornis (Sericornis nouhuysi)
- Braunohr-Sericornis (Sericornis rufescens)
- Brillen-Sericornis (Sericornis perspicillatus)
- Fahlschnabel-Sericornis (Sericornis spilodera)
- Fahlstirn-Sericornis (Sericornis magnirostris)
- Gelbkehl-Sericornis (Sericornis citreogularis)
- Papua-Sericornis (Sericornis papuensis)
- Rotstirn-Sericornis (Sericornis keri)
- Sepik-Sericornis (Sericornis virgatus)
- Tasman-Sericornis (Sericornis humilis)
- Weißbrauensericornis (Sericornis frontalis)